# وكالة الدولة للأمن القومي
وكالة الدولة للأمن القومي (بالبلغارية: Държавна агенция "Национална сигурност")‏ ، ( اختصار باسم ДАНС ) هي وكالة حكومية بلغارية تابعة لمجلس الوزراء البلغاري ، والتي تنفذ سياسة الأمن القومي.